# Trevor Hastie
Trevor John Hastie est un statisticien et informaticien américain né le 27 juin 1953. Il est actuellement titulaire de la chaire John A. Overdeck de sciences mathématiques et professeur de statistiques à l'université Stanford. Trevor Hastie est connu pour ses contributions dans le champ de l'apprentissage statistique, du data mining et de la bioinformatique. Il est notamment l'auteur avec Robert Tibshirani de l'ouvrage de référence en apprentissage statistique The Elements of Statistical Learning: Data Mining, Inference, and Prediction.
Il a aussi développé le modèle additif généralisé.

## Prix et distinctions
- 2014 : prix Parzen
- 2019 : membre de l'Académie royale néerlandaise des arts et des sciences

## Publications
- (en) Trevor Hastie et Robert Tibshirani, Generalized Additive Models, Chapman & Hall/CRC, 1990, 352 p. (ISBN 978-0-412-34390-2, lire en ligne)
- (en) Trevor Hastie, Robert Tibshirani et Jerome Friedman, The Elements of Statistical Learning : Data Mining, Inference, and Prediction, 2009, 2e éd. (1re éd. 2001)
- (en) Gareth James, Daniela Witten, Trevor Hastie et Robert Tibshirani, An Introduction to Statistical Learning, Springer Verlag, coll. « Springer Texts in Statistics », 2013